# 38cm ジークフリート K(E)列車砲
38cm ジークフリート K(E)列車砲(K - Kanone (カノーネ、砲の意)、E - in Eisenbahnlafette (アイゼンバーンラフェッテ、鉄道上で搭載の意))は、第二次世界大戦中にナチス・ドイツで開発された列車砲である。元々はビスマルク級戦艦の主兵装として設計されたもので、その中から余剰の数門が沿岸防衛任務用にドイツ陸軍に移譲され、それを用いて開発された。

## 設計

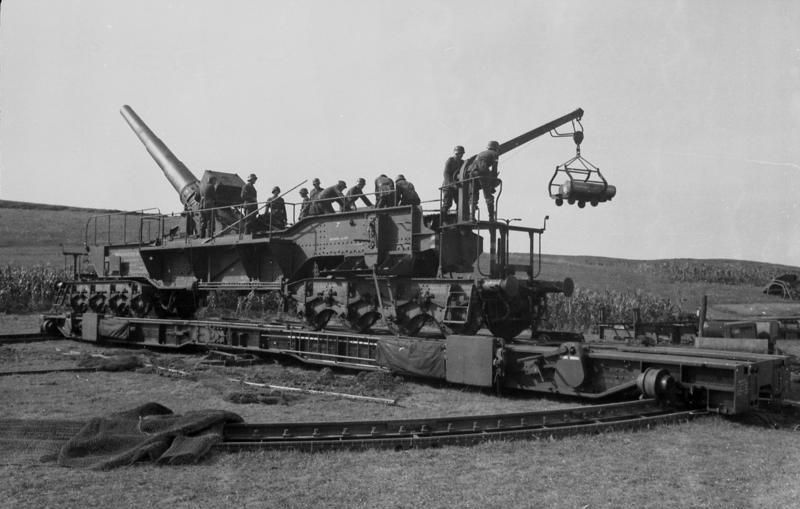
フェーゲレ・ターンテーブル上の24cm列車砲。円状の軌道上に列車が渡されており、360度旋回する

この砲は車載状態において左右への旋回能力を持たなかった。この砲が照準するには、鉄道上のカーブした部分を移動するか、フェーゲレ・ターンテーブル（Vögele Drehscheibe、フェーゲレ・ドレーシャイベ）への積載に完全に依存していた。このターンテーブルは、中心部にピボットマウントを持つプラットフォームと円状の軌道から構成され、このプラットフォーム上に列車砲自体が固定された。
プラットフォームの高さまで列車砲を引き揚げるのには傾斜路が用いられた。このプラットフォームは両端にローラーを持ち、端部は360度旋回用の円状をした軌道の上に据えられていた。これには300tの積載能力があり、ドイツの軍籍にある大部分の列車砲のためには十分なものだった。主砲は0度の状態でのみ装填可能で、このため一度の射撃ごとに再照準が必要だった。

## 弾薬
本列車砲は標準的なドイツ海軍系統の弾薬を用いた。主装薬は金属製弾薬筒に収められ、追加装薬は別に絹製のバッグに入れられた。砲弾の次に追加装薬から装填された。4種類の砲弾が38 cm ジークフリート K (E)では用いられたが、それらの中には「ジークフリート砲弾」が含まれていた。これは陸軍が開発した特別な長距離砲弾だった。装薬を減装した時には初速920m/sで発射し、射程は40kmだった。
| 砲弾名称                                                                   | 重量  | 炸薬量                    | 砲口初速 | 射程    |
| -------------------------------------------------------------------------- | ----- | ------------------------- | -------- | ------- |
| 「弾頭信管 榴弾 被帽付き」 (Sprenggranate L/4.6 m KZ m Hb)                 | 800kg | 不明                      | 820m/s   | 42,000m |
| 「本体信管 榴弾 被帽付き」 (Sprenggranate L/4.4 m BdZ m Hb)                | 800kg | 不明                      | 820m/s   | 42,000m |
| 「本体信管 徹甲弾 被帽付き」 (Panzer- Sprenggranate L/4.4 m BdZ m Hb)      | 800kg | 不明                      | 820m/s   | 42,000m |
| 「弾頭・本体信管 榴弾 被帽付き」 (Siegfried-Granate L/4.5 m KZ u BdZ m Hb) | 495kg | 69kg (トリニトロトルエン) | 1,050m/s | 55,700m |